# Измайлов, Андрей Петрович
Андре́й Петро́вич Изма́йлов (умер в 1714) — русский дипломат, деятель петровской эпохи из рода Измайловых. Брат генерала И. П. Измайлова.
В 1682 году был ближайшим стольником царя Иоанна Алексеевича, затем, в той же должности — при Петре I, который в 1697 году отправил его учиться за границу морскому делу. 
По окончании учения ездил посланником к бранденбургскому курфюрсту Фридриху Вильгельму, чтобы поздравить его с принятием титула короля прусского. В знак признательности курфюрст преподнёс Измайлову орден Великодушия.
В 1701—1707 годах был посланником в Дании, где хлопотал о возобновлении наступательного союза против Швеции и нанимал для петербургских верфей матросов и мастеровых. Отбывая из Копенгагена с орденом Данеброга, произнёс перед королём речь на итальянском языке.
В 1709 году ему было поручено находиться при гетмане Скоропадском для тайного наблюдения за действиями гетмана; затем, после непродолжительной немилости, вызванной побегом с Украины князя Вишневецкого, Измайлов был назначен наместником суздальским, а 26 января 1714 года — нижегородским губернатором.

## Дети
- Сын — Василий Андреевич (ум. 1743), служил на флоте, вышел в отставку с чином капитана, к коронации Елизаветы Петровны произведён в генерал-майоры. Женился на Анастасии Михайловне Нарышкиной (1703—1761), внучке  боярина Г. Ф. Нарышкина, и имел сына Петра и дочь Прасковью, в замужестве княгиню Прозоровскую (ум. 1807). Его вдова входила в круг ближайших к Елизавете лиц и была пожалована ею в 1747 г. в статс-дамы.
- Дочь — Евдокия Андреевна (1704—1750), с 1721 года замужем за бароном Исаем Петровичем Шафировым (1699—1756), сыном вице-канцлера П. П. Шафирова[4].